# Chalepus caracasensis
Chalepus caracasensis es un coleóptero de la familia Chrysomelidae.
Fue descrita científicamente en 1931 por Maurice Pic.